# Teodoro Angelopoulos
Teodoro Angelopoulos (in greco antico: Θεόδωρος Αγγελόπουλος?; Atene, 1943) è un imprenditore greco, noto per essere il marito di Gianna Angelopoulos.
Teodoro Angelopoulos è il figlio di Panayotis Angelopoulos deceduto nel 2001 da cui ha ereditato un gruppo di imprese abbastanza eterogeneo che del resto già amministrava per conto del padre fin dal 1987. Il gruppo diretto da Teodoro comprende due stabilimenti metallurgici: uno nel Galles e l'altro nello stato USA dell'Indiana. La compagnia marittima Metrostar Management Corporation proprietaria di 19 petroliere. Ha inoltre innumerevoli partecipazioni a banche ed altre compagnie marittime partecipazioni.
Nel 1990 Teodoro Angelopoulos ha sposato Gianna Angelopoulos.
Ha avuto una lunga disputa ereditaria con il fratello Costantino.
È stato ricattato dal giornalista Grigoris Michalopoulos.